# Wiaczasłau Siuczyk
Wiaczasłau Siwczyk (biał. Вячаслаў Сіўчык; ur. 18 grudnia 1962 w Mińsku) – białoruski polityk, do 2003 roku aktywny działacz Białoruskiego Frontu Ludowego „Odrodzenie” i Partii BNF; w latach 1999–2003 zastępca przewodniczącego tych organizacji; jeden z inicjatorów utworzenia Młodego Frontu.

## Życiorys
Urodził się 18 grudnia 1962 roku w Mińsku, w Białoruskiej SRR, ZSRR. Posiada wykształcenie geologa. W momencie ogłoszenia niepodległości Białorusi pracował jako geolog w „Biełaruśhieałohii”. W latach 1995–1998 pełnił funkcję sekretarza odpowiedzialnego zarządu Białoruskiego Frontu Ludowego (BFL). Następnie był sekretarzem zarządu BFL, przewodniczącym Komisji Sejmu BFL ds. Kontaktu z Ruchem Robotniczym.
Wiosną 1996 roku Siuczyk wraz z Juryjem Chadyką został aresztowany za udział w demonstracji „Czarnobylska Droga”. Uważa się, że byli oni drugimi w historii ofiarami prześladowań politycznych ze strony prezydenta Alaksandra Łukaszenki (pierwszym był poeta Sławamir Adamowicz). Byli oni także jednymi z pierwszych w epoce Łukaszenki, którzy podjęli motywowaną politycznie głodówkę protestacyjną. Na prośbę matki Siuczyka opozycyjna deputowana Rady Najwyższej Ludmiła Hraznowa przeprowadziła wśród parlamentarzystów zbiórkę podpisów pod apelem o ich uwolnienie. Przedsięwzięcie miało sens, ponieważ białoruski parlament nie był jeszcze wówczas całkowicie uzależniony od prezydenta. Zebrano wówczas ponad 50 podpisów, głównie opozycyjnych deputowanych. Siuczyk spędził w areszcie kilka tygodni, ale jego sprawa została zamknięta dopiero wiosną 1997 roku. 
30 października 1999 roku Siuczyk został wybrany na stanowisko zastępcy przewodniczącego Białoruskiego Frontu Ludowego „Odrodzenie” i Partii BNF. Był jednym z głównych inicjatorów utworzenia Młodego Frontu. W 2001 korzystając poparcia tego ostatniego próbował kandydować na stanowisko przewodniczącego Partii BNF, jednak przegrał z Wincukiem Wiaczorką. W 2003 roku został wykluczony z Partii BNF za „działalność rozłamową”.
Po wyborach prezydenckich w 2010 roku wyjechał za granicę. Jest założycielem i kierownikiem Białoruskiego Centrum na Ukrainie.

## Odznaczenia
- Medal 100-lecia Białoruskiej Republiki Ludowej – 2019[4]